# Shalmān
Shalmān (persiska: شلمان) är en ort i Iran.   Den ligger i provinsen Gilan, i den norra delen av landet, 190 km nordväst om huvudstaden Teheran. Antalet invånare är 5 651.
Terrängen runt Shalmān är platt åt nordost, men åt sydväst är den kuperad. Runt Shalmān är det ganska tätbefolkat, med 134 invånare per kvadratkilometer. Närmaste större samhälle är Rūdsar, 6,7 km öster om Shalmān. Trakten runt Shalmān består till största delen av jordbruksmark.